# Lijst van beklimmingen in Luik-Bastenaken-Luik
De lijst van beklimmingen in Luik-Bastenaken-Luik geeft een overzicht van heuvels die onderdeel zijn (geweest) van het parcours van de wielerklassieker Luik-Bastenaken-Luik.

## A
- Ans (laatste beklimming tussen 1992 en 2018, maar nooit gecategoriseerd als officiële klim)

## B
- Côte de Brume

## C
- Côte de Chambralles
- Côte de Colonster
- Côte de Cornemont (niet gecategoriseerd als klim, vervangt vanaf 2023 de Côte de Sprimont)

## D
- Côte de Desnié (vervangt vanaf 2021 de Maquisard)

## F
- Côte des Forges (met Stèle Stan Ockers)

## H
- Col de Haussire (met Stèle Claude Criquielion)
- Côte de la Haute-Levée

## M
- Côte du Maquisard
- Côte de Mont-le-Soie

## N
- Côte de la Rue Naniot (enkel verreden in 2016)
- Côte de Saint-Nicolas
- Côte de Ny

## R
- Côte de la Redoute
- Côte de la Roche-aux-Faucons (vervangt vanaf 2008 de Sart-Tilman)
- Côte de la Roche-en-Ardenne
- Côte de Saint-Roch
- Col du Rosier

## S
- Côte du Sart-Tilman
- Côte de Sprimont (niet altijd gecategoriseerd als klim)
- Côte de Stockeu (met Stèle Eddy Merckx)

## T
- Mont Theux

## V
- Côte de la Vecquée

## W
- Côte de Wanne

Côte de Saint-Roch · Col de Haussire · Côte de Mont-le-Soie · Côte de Wanne · Côte de Stockeu · Côte de la Haute-Levée · Col du Rosier · Côte de Desnié · Côte de la Redoute · Côte de Cornemont · Côte des Forges · Côte de la Roche-aux-Faucons

Voormalige beklimmingen: Côte de Ny · Côte de la Roche-en-Ardenne · Côte de la Vecquée · Côte du Maquisard · Mont Theux · Côte de Sprimont · Côte de Colonster · Côte du Sart-Tilman · Côte de Saint-Nicolas · Côte de la Rue Naniot · Ans